# 耶路撒冷银行
耶路撒冷银行，以色列主要商业银行之一，总部位于耶路撒冷，在以色列全国共有17家分行。总资产达93.01亿以色列新谢克尔。

## 历史
1963年，耶路撒冷银行成立，原为按揭银行；1992年，在特拉维夫证券交易所进行了首次公开募股。 在1998年8月，耶路撒冷银行获得以色列银行颁发的商业银行执照，成为商业银行。